# Apathya
Apathya ist eine Schuppenkriechtiergattung aus der Familie der Echten Eidechsen (Lacertidae). Zwei Arten werden unterschieden; Apathya cappadocica, die mit fünf Unterarten in Anatolien, in Syrien, im Irak und im Norden Irans vorkommt und Apathya yassujica, die im Zagros-Gebirge in Iran endemisch ist. 

## Merkmale
Die Apathya-Arten erreichen eine Kopf-Rumpf-Länge von 83 mm und eine Gesamtlänge von 250 mm, wobei die ausgewachsenen Männchen häufig größer sind als die Weibchen. Der Kopf und der Körper sind üblicherweise ziemlich abgeflacht. Unter den Zehen befinden sich einzelne klare Schuppenkiele. Im unteren Augenlid ist ein transparentes Fenster, das aus mehreren schwarz umrahmten Schuppen besteht. Die Schnauzenseiten weisen eine variable Beschuppung auf, die bis zu drei postnasale und drei loreale Hornschuppen umfassen kann, und eine zusätzliche Schuppe befindet sich zwischen dem Scutum rostrale und dem Scutum nasale. 
Das Rückenmuster ist bei den ausgewachsenen Exemplaren von Apathya cappadocia mehr oder weniger gestreift, gebändert oder netzförmig, oft mit ziemlich breiten, hellen dorsolateralen Streifen, wobei das genaue Muster geographisch variiert. Apathya yassujica ist häufig an der Oberseite einfarbig. Die Hintergrundfarbe ist blaugrün bis gräulich. Blaue Ocellen sind oft im Schulterbereich und über den Flanken vorhanden. Bei A. cappadocica fehlt die starke Pigmentierung der Unterseite, während sie bei A. yassujica weißlich ist oder manchmal einen blaugrünen Farbton aufweist. Bei A. yassujica ist der Hals und der angrenzende Brustbereich gelblich-orange. Hals und Kinn sind bei beiden Arten mit dunklen Flecken bedeckt. Auf der äußeren ventralen Schuppenreihe befinden sich keine blauen Flecken. Die juvenilen Tiere ähneln den adulten Tieren, ihre Färbung ist jedoch kontrastierender und der Schwanz ist blau.

## Lebensraum und Lebensweise
Die Apathya-Arten klettern häufig an Felswänden. Das Männchen verbeißt sich in die Flanke des Weibchens während der Begattung. Das Gelege besteht aus drei bis sieben Eiern.

## Systematik
Der Gattungsname Apathya wurde 1907 vom ungarischen Zoologen Lajos Méhelÿ für die Kappadokische Eidechse eingeführt, die 1902 von Franz Werner als Lacerta cappadocica beschrieben wurde. 2007 wurde Apathya von Edwin Nicholas Arnold und seinen Kollegen als gültige Gattung anerkannt, nachdem im Jahr 2003 die nahe verwandte Yassujian-Eidechse (Lacerta yassujica) beschrieben wurde. Für beide Arten wurden die neuen Kombinationen Apathya cappadocica und Apathya yassujica aufgestellt. Das Epitheton bezieht sich auf den ungarischen Histologen Stephan Apáthy. (A)